# Шана ла Монтер
Шана ла Монтер (фр. Chanat-la-Mouteyre) насеље је и општина у централној Француској у региону Оверња, у департману Пиј де Дом која припада префектури Клермон Феран.
По подацима из 2011. године у општини је живело 938 становника, а густина насељености је износила 65,73 становника/km². Општина се простире на површини од 14,27 km². Налази се на средњој надморској висини од 760 метара (максималној 1.108 m, а минималној 520 m).

## Демографија
| 1962. | 1968. | 1975. | 1982. | 1990. | 1999. | 2011. |
| ----- | ----- | ----- | ----- | ----- | ----- | ----- |
| 382   | 396   | 443   | 669   | 760   | 731   | 938   |

График промене броја становника у току последњих година